# 捕獲
| ウィキペディアには「捕獲」という見出しの百科事典記事はありません（タイトルに「捕獲」を含むページの一覧/「捕獲」で始まるページの一覧）。 代わりにウィクショナリーのページ「捕獲」が役に立つかもしれません。 |